# Großherzogtum Toskana

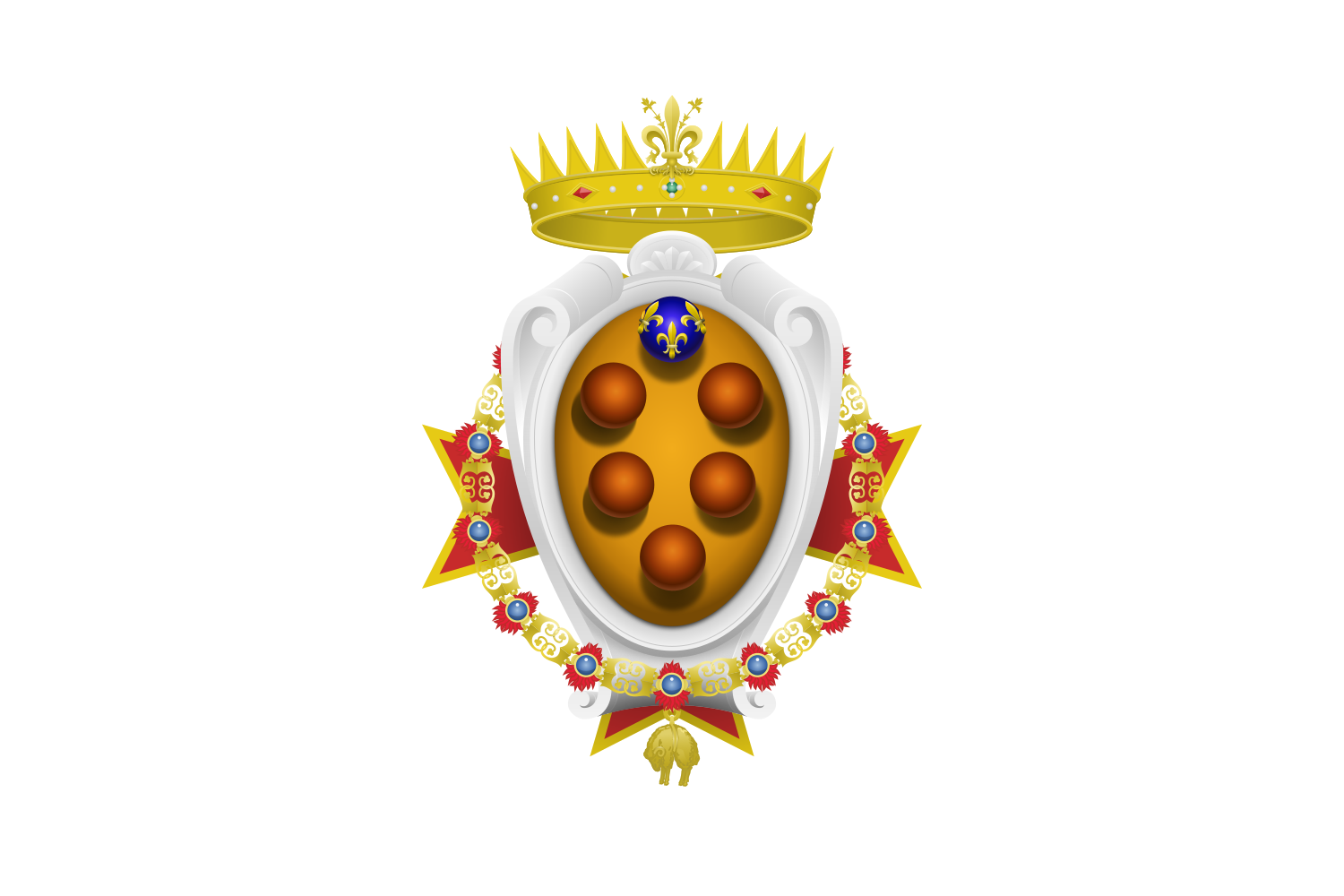
Banner des Großherzogtums Toskana unter den Medici (1562–1737)

Flagge des Großherzogtums Toskana von 1765 bis 1800, 1840 bis 1848 und von 1849 bis 1860

Das Großherzogtum Toskana (italienisch Granducato di Toscana) war ein in dieser Form seit dem 16. Jahrhundert bestehendes historisches Territorium auf der Apenninhalbinsel im heutigen Italien. Es war Lehen des römisch-deutschen Kaisers als Teil Reichsitaliens. Hervorgegangen ist der Staat aus dem wirtschaftlich prosperierenden Stadtstaat Florenz, der bereits im Spätmittelalter begann, die umliegenden Kommunen zu erwerben. Im Laufe der Zeit umfasste das Land fast die gesamte heutige Toskana. In der Stadt Florenz entwickelte sich im Mittelalter eine republikanische Verfassung. In deren Rahmen stiegen die Medici zu den zunächst informellen Herrschern und schließlich zu formellen Herrschern der Stadt und der Toskana auf. Nachdem ihre Herrschaft zeitweise durch eine republikanische Bewegung beendet worden war, restaurierte Karl V. ihre Herrschaft und erhob das Land 1530 zum Herzogtum. Damit geriet es aber gleichzeitig in Abhängigkeit vom Haus Habsburg. Versuche der Annäherung an den Papst führten 1569 zur Erhebung zum Großherzogtum. Nach der Anerkennung der Lehnsabhängigkeit vom Reich erkannte Kaiser Maximilian II. den neuen und ungewöhnlichen Titel an. Cosimo I. de’ Medici war der eigentliche Schöpfer des toskanischen Staates durch die Ausweitung des Florentiner Bürgerrechts auf die gesamte Toskana einerseits und den Aufbau einer absolutistischen Herrschaftsorganisation andererseits.
Bei seiner Heirat mit Maria Theresia von Österreich im Jahr 
1736 musste Herzog Franz Stephan von Lothringen, der spätere römisch-deutsche Kaiser Franz I., seine Stammlande gegen die Anwartschaft auf das Großherzogtum tauschen, das ihm sein Schwiegervater Kaiser Karl VI. beim Aussterben der Medici 1737 verlieh. Sein Sohn Kaiser Joseph II. überließ die Regierung der Toskana 1765 seinem Bruder Peter Leopold, der sie zu einem Musterstaat im Sinn der Aufklärung umgestaltete. Als er 1790 als Leopold II. Kaiser wurde, machte er sie zu einer Sekundogenitur des Hauses Österreich-Lothringen. Mit Unterbrechungen während der Revolutionszeit und der napoleonischen Ära blieb das Großherzogtum bis zum Aufgehen im Königreich Italien im Jahr 1861 habsburgisch.

## Geschichte

### Stadtrepublik und Expansion

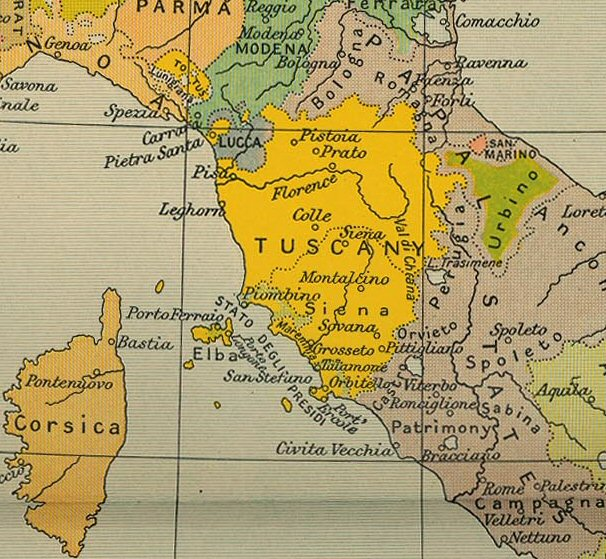
Karte des Großherzogtums Ende des 16. Jhd.

Wie die anderen oberitalienischen Städte entwickelte auch Florenz im 12. Jahrhundert Selbstverwaltungseinrichtungen. Aber ein unabhängiges Handeln wurde von den Markgrafen der Toskana eng beschränkt. Erst nach dem Tod Heinrichs VI. begann sich dies zu ändern. Die Stadt war im 13. Jahrhundert gespalten in die Parteien der Ghibellinen und Guelfen. Die Begriffe machten in der Folge verschiedene Bedeutungswandlungen durch. Im 13. Jahrhundert kam ein sozialer Konflikt zwischen den Magnaten und wohlhabenden Händlern und Handwerkern, die sich selbst als popolo bezeichneten, hinzu. Zwischen 1250 und 1260 herrschte die Partei des Popolo. Dann lösten sich Ghibellinnen und Guelfen ab, ehe 1282 die Vorsteher der Zünfte begannen, die Macht zu übernehmen. Im Jahr 1293 wurden harte Gesetze gegen die Magnaten erlassen.
Nachdem Bonifatius VIII. zum Papst gewählt worden war, kam es zur Spaltung der Guelfen in die schwarzen und weißen Guelfen. Die Schwarzen waren für die Zusammenarbeit mit Rom, die Weißen dagegen. Im Jahr 1301 setzten sich die Schwarzen durch und zwangen ihre Gegner, darunter auch Dante, ins Exil zu gehen. Im Gegensatz zu anderen Stadtstaaten gelang es in der Folge, auch wegen der demokratischen Verfassung, in Florenz zunächst keiner Familie, übermächtig zu werden. Allerdings wurde die Verfassung durch Sonderbehörden oder Kommissionen mit besonderen Kompetenzen teilweise eingeschränkt. Auch begannen vermögende Familien, ein Klientelsystem aufzubauen. Mit Hilfe ihrer Anhänger konnten diese die städtischen Gremien zu ihren Gunsten beeinflussen.
Die florentinische Republik begann bereits im Spätmittelalter, andere Städte zu erwerben. Darunter waren Prato (1351), Volterra (1361), Arezzo (1384) und Pisa (1405). Teilweise schlossen sich umliegende Gebiete freiwillig an. Dabei spielte die Furcht vor der Expansion der Visconti eine Rolle. So begab sich Pistoia unter den Schutz von Florenz. Von besonderer strategischer Bedeutung war der Erwerb von Arezzo, das die Straße in Richtung Süden beherrschte. Diese Stadt – wie auch Pisa – wurde durch Kauf erworben. Allerdings wehrten sich die Einwohner Pisas und mussten erst in einer langen Belagerung besiegt werden. Ein erster Abschluss des Aufbaus eines Territoriums war 1441 erreicht, als Florenz ein Bündnis mit Lucca für fünfzig Jahre abschloss. Ein großer Teil der Toskana, mit Ausnahme vor allem von Siena, unterstand damit Florenz.
Militärisch bediente sich die Stadt bereits früh Söldnern, auch weil die militärische Neigung der wohlhabenden Einwohner gering war, und die zugehörigen Gebiete für die Stellung von Truppen zu klein. In Krisenzeiten unterstellte man sich notgedrungen dem Schutz etwa des Königreichs Neapel.
Die Stadt Florenz zählte zu Beginn des 14. Jahrhunderts etwa 100.000 Einwohner. Das beherrschte Land hatte im 15. Jahrhundert etwa 1 Million Einwohner. Es war vor allem durch die Textilproduktion reich geworden. Die Florentiner Banken suchten ihresgleichen in Europa, und auch der Fernhandel blühte. Das Schulwesen war für zeitgenössische Verhältnisse vorbildlich.

### Aufstieg der Medici

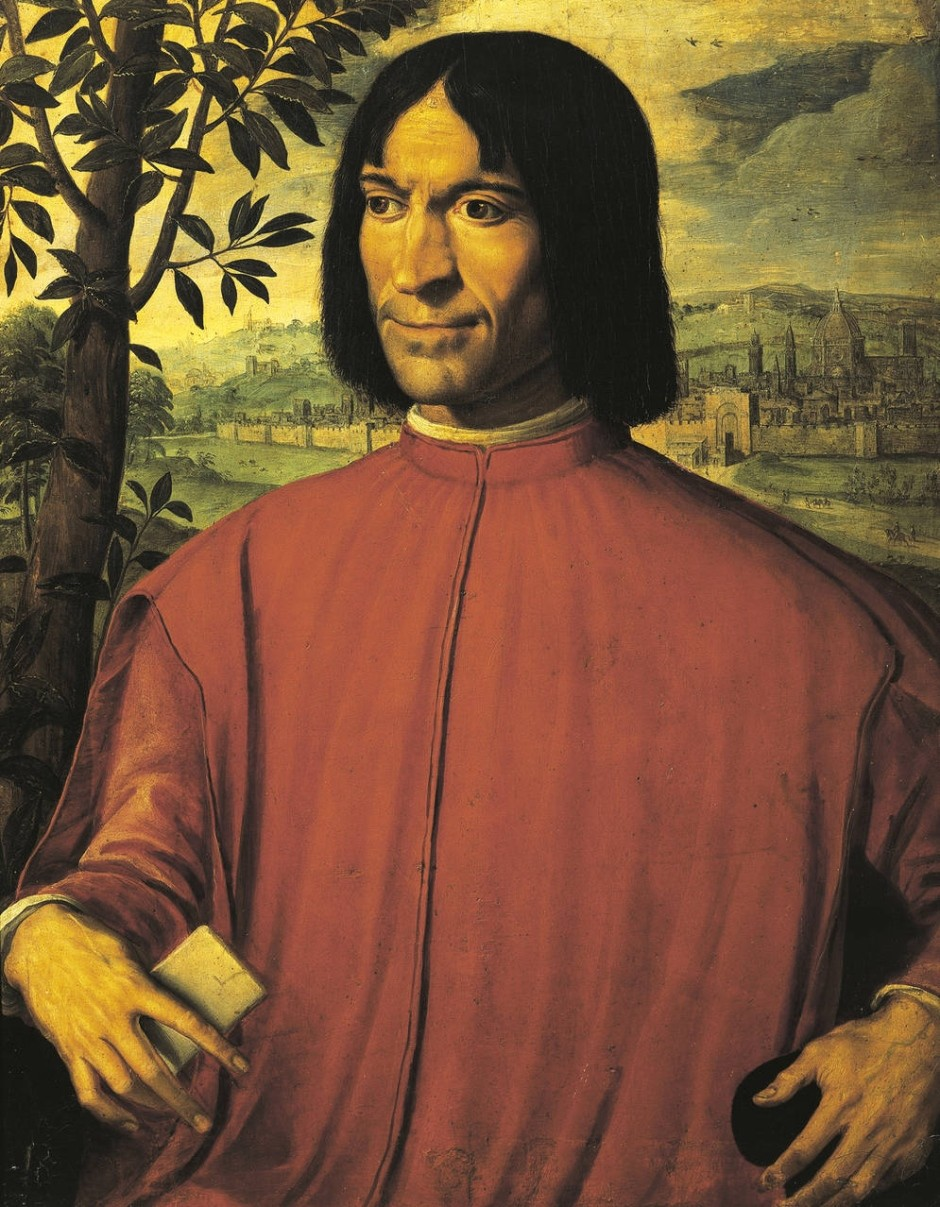
Lorenzo il Magnifico

Zu Beginn des 15. Jahrhunderts standen sich vor allem die Anhänger der Familien Albizzi und die der Medici gegenüber. Die Medici, die durch Bankgeschäfte reich geworden waren, setzten sich durch. Auch wenn die demokratischen Institutionen bestehen blieben, beherrschten Cosimo de’ Medici und seine Nachfolger de facto die Stadt. Ihnen gelang es mit einer ausgeprägten Sozialpolitik, die Masse der Bevölkerung hinter sich zu bringen. Allmählich entwickelte sich daraus eine offene Herrschaft. Lorenzo il Magnifico heiratete eine Frau aus dem Adelsgeschlecht der Orsini, und die Bankgeschäfte wurden vernachlässigt. Der Abstand zwischen der Familie und ihren Klienten wuchs. Im April 1478 kam es dann zu einem Mordanschlag auf Giuliano di Piero de’ Medici und Lorenzo il Magnifico, hinter dem die konkurrierende Familie Pazzi (Pazzi-Verschwörung) und hochrangige kirchliche Kreise steckten. Selbst Papst Sixtus IV. war darin verwickelt. Der Anschlag wurde als Tyrannenmord stilisiert und sollte einen Aufstand gegen die Medici auslösen. Als bekannt wurde, dass Lorenzo den Anschlag überlebt hatte, wandte sich die Menge gegen die Verschwörer, und einige von ihnen, darunter auch Erzbischof Francesco Salviati von Pisa, wurden getötet. Der Papst exkommunizierte Lorenzo wegen angeblichen Bischofsmords, über die Stadt wurde das Interdikt verhängt und es kam sogar zum Krieg, ohne dass der Papst Erfolg gehabt hätte. Die Medici hatten sich an der Macht behauptet. Lorenzo fuhr eine Politik des außenpolitischen Ausgleichs.
Obwohl Cosimo und Lorenzo in ihrer Persönlichkeit sehr unterschiedlich waren, wurden sie doch beide zu Förderern der Kunst und Wissenschaft. Die Medici waren Mäzene großen Stils und machten Florenz zu einer der Metropolen der Renaissance. Zu den von ihnen Geförderten gehörten unter anderem Verrocchio, Botticelli und Michelangelo. Durch die platonische Akademie und die Biblioteca Medicea Laurenziana machten sie Florenz auch zu einem Zentrum des Humanismus.

### Entstehung des Herzogtums Toskana

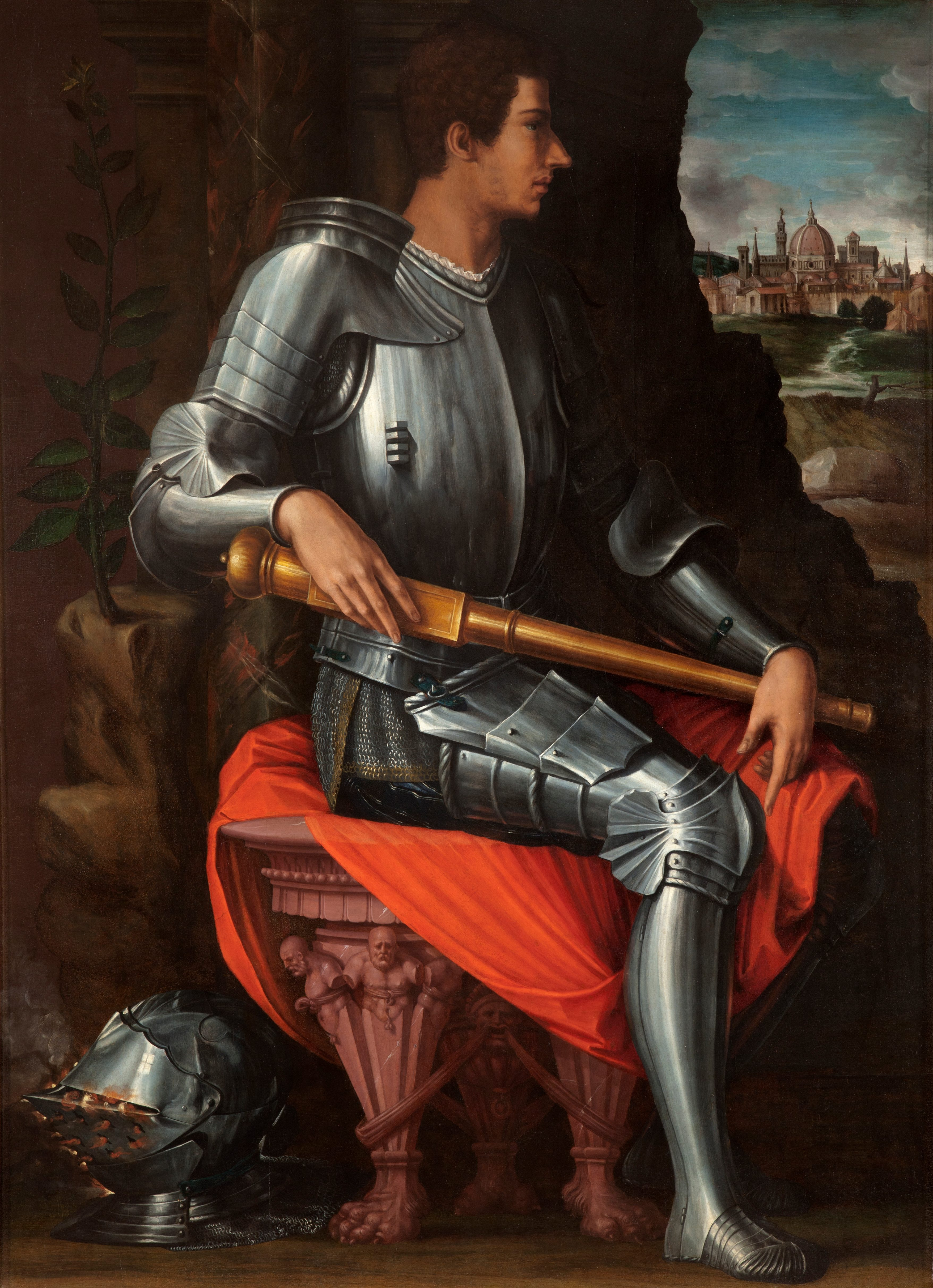
Alessandro de’ Medici war erster Herzog der Toskana

Nach dem Tod Lorenzos 1492 übernahm sein Sohn Piero die Regierung. Sowohl nach innen gegenüber erstarkenden konkurrierenden Familien, aber auch nach außen gegenüber Frankreich, das seine Position in Italien auszubauen begann, verhielt er sich wenig geschickt. Weil er der Armee des französischen Königs 1494 Livorno und Pisa überließ, wurde er von der Opposition in Florenz gestürzt. Durch die Niederlage Frankreichs wurde auch Florenz geschwächt und verlor Pisa, das es erst 1509 zurückgewann. Im Inneren gab es Streit zwischen verschiedenen Parteien; Savonarola versuchte eine Theokratie aufzubauen. Seine Gegner setzten sich schließlich durch und er wurde 1498 hingerichtet.
Erst 1512/1513 setzten die Spanier die Restauration der Medici durch. Offiziell wurde die Regierung von Giuliano geleitet. Hinter ihm stand jedoch der Kardinal Giovanni, bis dieser 1513 zum Papst Leo X. gewählt wurde. An seine Stelle trat in Florenz Lorenzo di Piero de’ Medici. Dieser setzte eine Verfassungsreform um und regierte ab 1519 als Capitano generale della Republica.
Im Jahr 1526 trat Florenz der Heiligen Liga von Cognac gegen Karl V. bei. Nach dem Sacco di Roma kam es zum Aufstande der Gegner der Medici. An die Stelle ihrer Herrschaft trat erneut die Republik. Um den Papst Clemens VII. aus dem Haus Medici auf seine Seite zu ziehen, versprach ihm der Kaiser unter anderem die Wiederherstellung der Herrschaft der Medici. Allerdings erwies sich dies als nicht so einfach. Der Kaiser stieß in Florenz auf harten Widerstand. Erst nach langen Kämpfen gelang es kaiserlichen und päpstlichen Truppen 1530, die Stadt einzunehmen.
Die Herrschaft übernahm Alessandro de’ Medici. Dieser wurde zum Herzog der Toskana erhoben und heiratete 1536 eine Tochter des Kaisers. Aus der Republik war endgültig eine Monarchie geworden, die zudem unter dem Einfluss des Hauses Habsburg stand. Ein von Frankreich unterstützter Aufstand gegen die Medici im Jahr 1536 hatte keinen langfristigen Erfolg. Dem ermordeten Herzog Alessandro folgte Cosimo. Dieser wurde vom Kaiser zum erblichen Herzog erklärt und näherte sich den Oberschichten an.

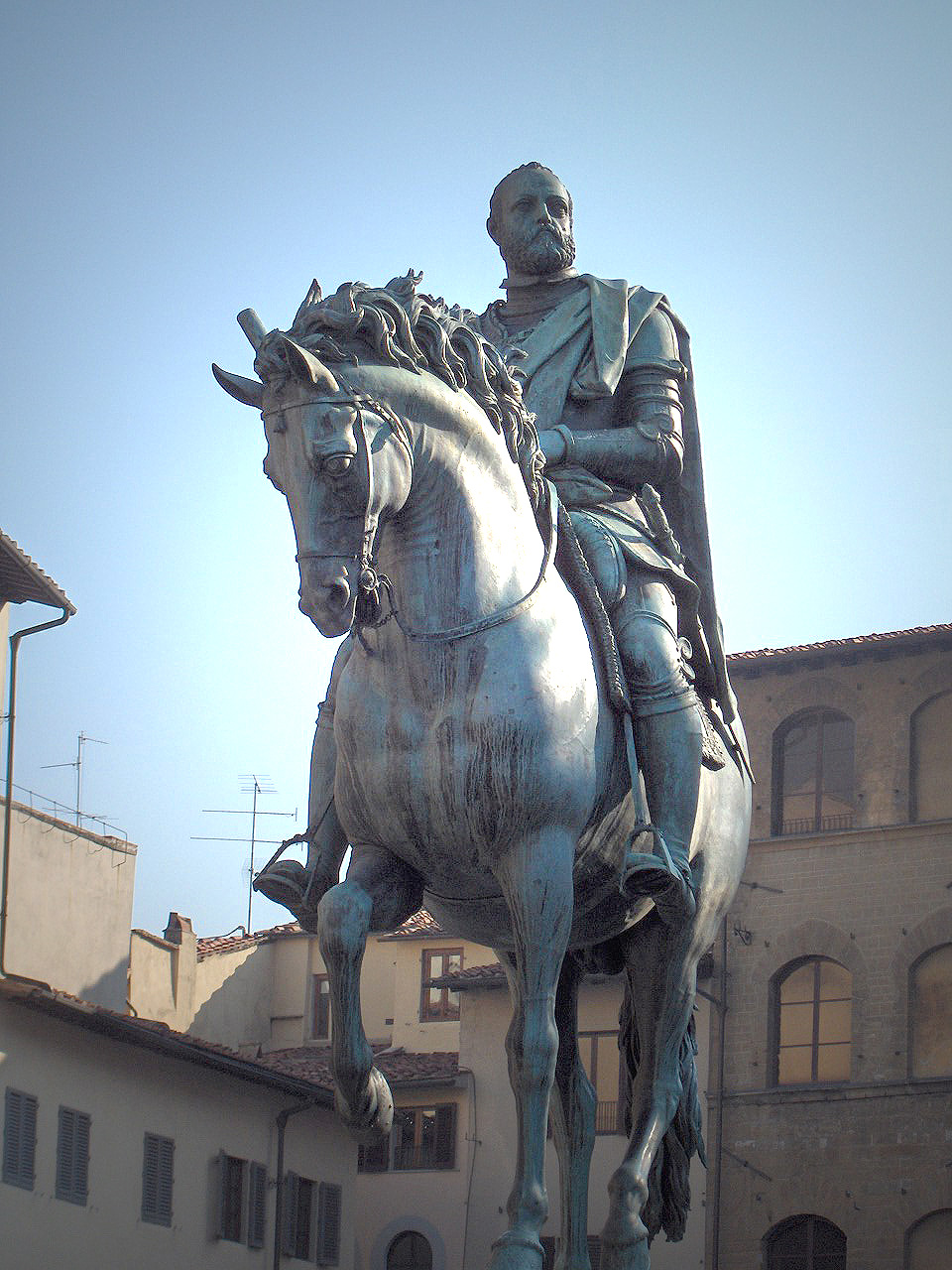
Reiterstatue des Cosimo I. de’ Medici

Im Zuge der Kriege um die Vorherrschaft in Italien zwischen Karl V. und Frankreich gelang es Cosimo, das Staatsgebiet so zu erweitern, dass es fast die gesamte heutige Toskana umfasste. Insbesondere gelang es, Siena und dessen zugehöriges Gebiet zu erwerben.
Der Papst erhob 1569 das Herzogtum zum Großherzogtum. Ein Grund war, dass Cosimo ein Angebot der Einwohner von Korsika ausschlug, ihr König zu werden, befand sich die Insel doch zumindest theoretisch noch in Lehnsabhängigkeit vom Papst. Der Großherzogstitel war bislang nicht gebräuchlich.
Weil Florenz lange auf seiner kommunalen Verfassung beharrt hatte, kam es verschiedentlich zu Spannungen mit den unterworfenen Städten. Diese wurden erst beigelegt, als Cosimo der Jüngere 1555 das Bürgerrecht von Florenz auf alle beherrschten Städte ausdehnte. Dahinter steckte aber auch die Absicht, eine Abhängigkeit der Toskana vom Papst zu konstruieren. Cosimo sah in dem Streben nach dem päpstlichen Titel ein Mittel, in stärkerem Maße unabhängig von Habsburg zu werden. Kaiser Maximilian II., der dadurch die Zugehörigkeit der Toskana zu Reichsitalien in Frage gestellt sah, protestierte entschieden, und erst nach Jahren des Streits kam es zu einer Einigung. Der Nachfolger Cosimos, Ferdinando I. de’ Medici, durfte zwar den Titel eines Großherzogs behalten, musste aber dem Kaiser den Lehnseid leisten.
Erst jetzt entwickelte sich aus der Stadtrepublik der toskanische Staat. Florenz wurde vom Baumeister Giorgio Vasari zur Hauptstadt ausgebaut. Den Abschluss bildete 1560 der Palazzo degli Uffizi. Die alten florentinischen kommunalen Ämter blieben zwar bestehen, aber die tatsächliche Herrschaft lag neben dem Herzog bei einem kleinen Staatsrat (practica secreta). Dem Gremium unterstand auch die an Umfang gewinnende Bürokratie. In dieser hatten die Vertreter der Provinzen ein wachsendes Gewicht. Allerdings war der Wandel von der Stadtkommune hin zum mehr und mehr absolutistisch regierten Staat mit Nachteilen verbunden. Die Vitalität des Stadtstaates ging tendenziell verloren. Wirtschaftlich entwickelte sich Florenz an der Wende zum 17. Jahrhundert von einer Handels- und Gewerbemetropole hin zu einer Residenzstadt, in der Grundbesitzer und die Verwaltung den Ton angaben. Das insgesamt absolutistische Regime blieb auch unter den wenig bedeutenden Nachfolgern Cosimos bestehen.

### Bis zum Ende der Medici

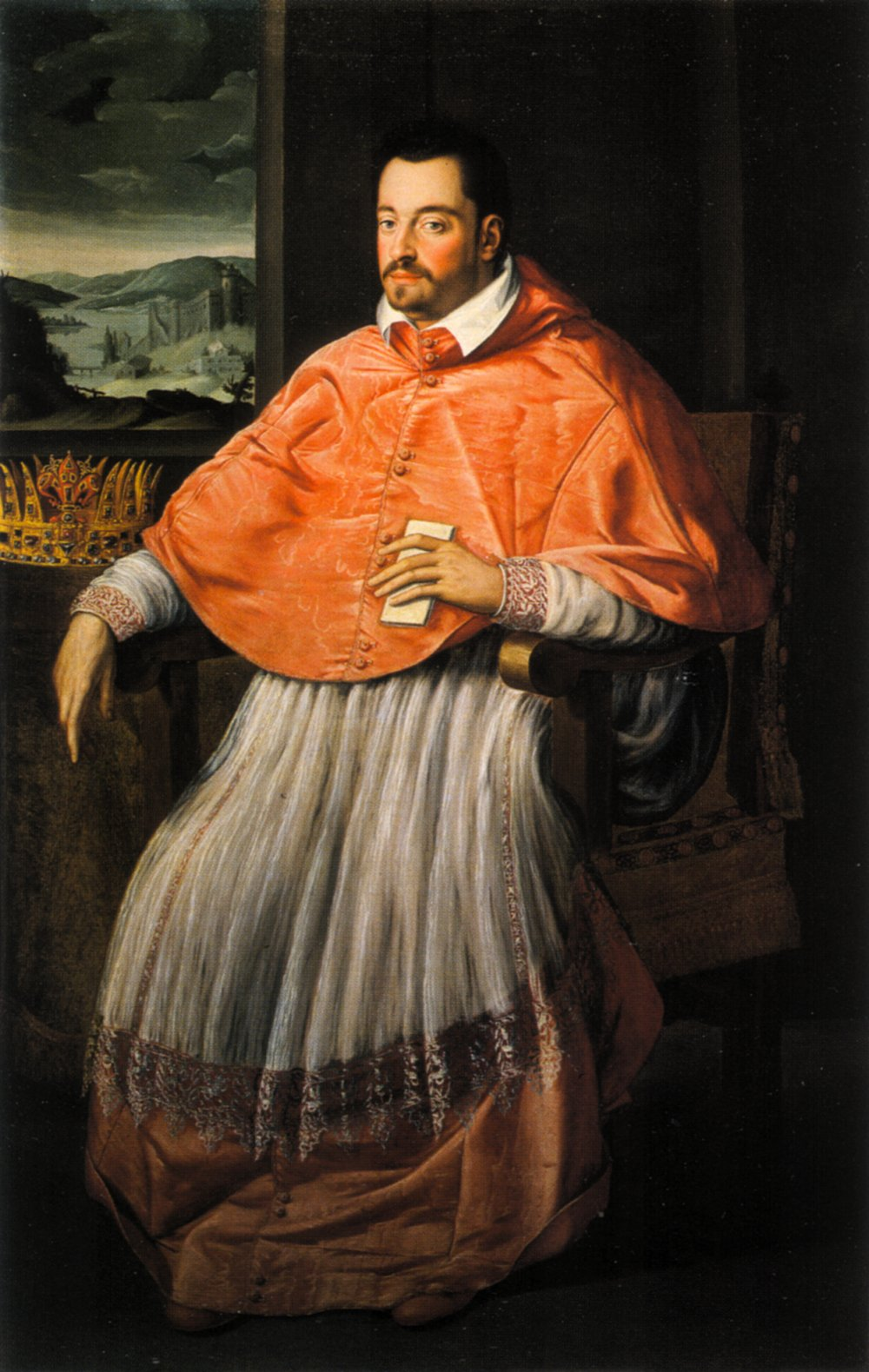
Ferdinand I. de’ Medici in seiner Zeit als Kardinal

Cosimo dankte 1574 zu Gunsten seines Sohnes Francesco ab. Ihm folgte von 1587 bis 1609 Ferdinando I. Die Söhne Cosimos versuchten einen Kurs zwischen den Großmächten Spanien und Frankreich zu steuern. Die Großherzöge versuchten auch dem wirtschaftlichen Niedergang etwa durch den Ausbau des Hafens von Livorno entgegenzuwirken. Ferdinando gründete den Stephansorden mit der Aufgabe, den Seehandel vor den Übergriffen der Barbaresken zu schützen. Die toskanischen Kriegsschiffe griffen Annaba im heutigen Algerien an und ein Jahr später errangen sie einen Sieg gegen eine osmanische Flotte. Immer deutlicher wandelte sich das Land aber zur Agrarregion. Seit der zweiten Hälfte des 16. Jahrhunderts wurden Sümpfe trockengelegt und bislang brachliegendes Land urbar gemacht.
Die Nachfolge von Ferdinando I. trat 1609 dessen Sohn Cosimo II. an. Dieser erwies sich als wenig fähig. Nach dessen Tod im Jahr 1621 wurde das Land von seiner Mutter Christine von Lothringen und seiner Frau Maria Magdalena von Österreich regiert, ehe 1628 Ferdinand II. die Regierung antrat. Obwohl durchaus fähig, konnte auch er den wirtschaftlichen Niedergang nicht aufhalten. Ihm folgten Cosimo III. (1670–1723) und nach diesem Gian Gastone. Dieser war kinderlos, und mit ihm starb die Herrscherfamilie der Medici 1737 aus.

### Haus (Österreich-)Lothringen

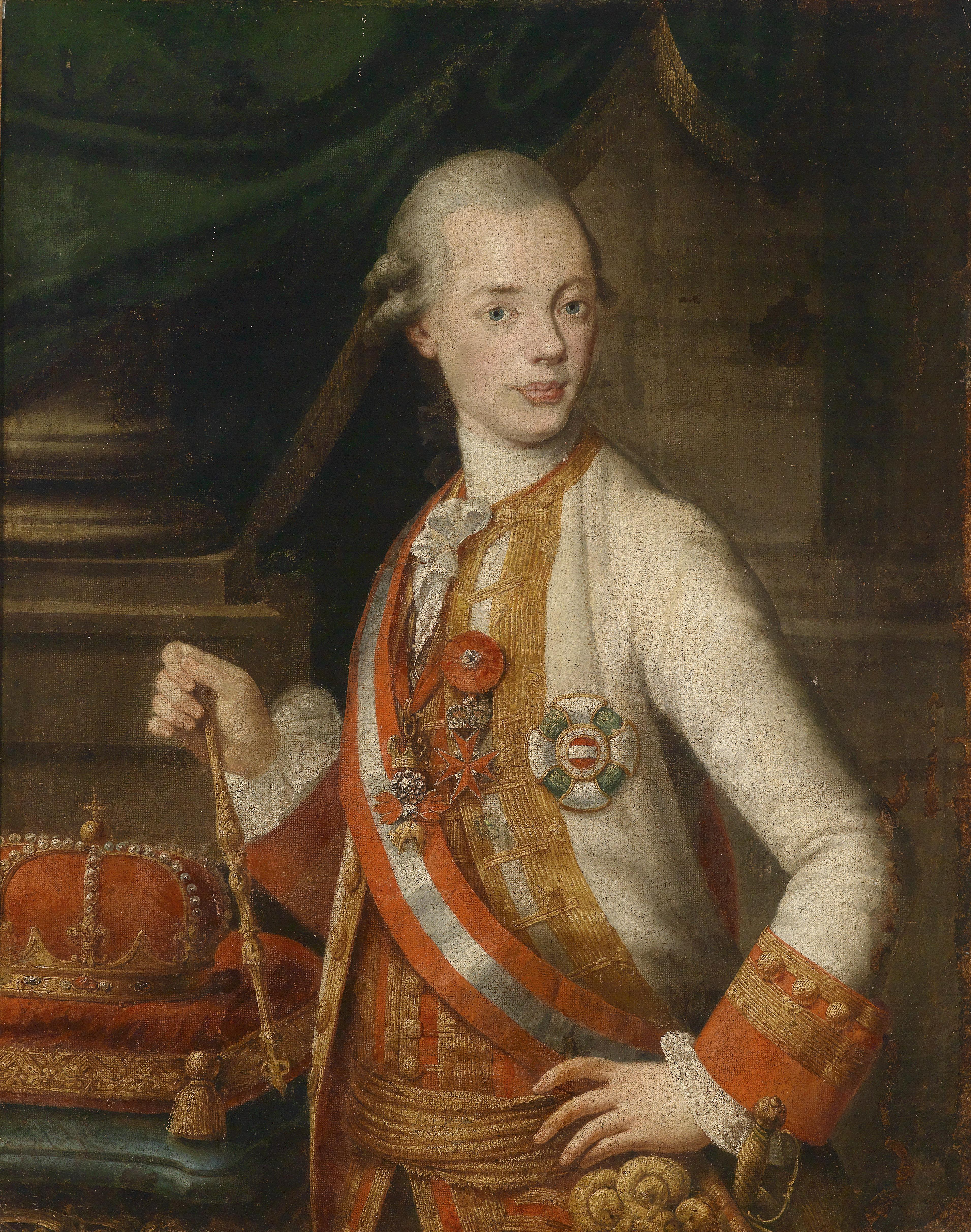
Pietro Leopoldo (der spätere Kaiser Leopold II.) als Großherzog von Toskana

Als Herzog Franz Stephan (Francesco Stefano) von Lothringen 1736 Erzherzogin Maria Theresia von Österreich heiratete, musste er auf Druck Frankreichs seine Stammlande gegen die Anwartschaft auf die Toskana abtauschen. Der letzte Medici Gian Gastone suchte vergeblich zu verhindern, dass nach seinem Tod 1737 Kaiser Karl VI. das Großherzogtum als heimgefallenes Reichslehen seinem Schwiegersohn verlieh. Nach dem Frieden von Wien nahm Franz Stephan die Toskana 1738 in Besitz und setzte den Fürsten von Craon als Regenten ein. Er selber hielt sich nur 1739 kurz mit seiner Gattin im Großherzogtum auf. Dieses wurde von einer Reihe ausländischer Beamter regiert, die zwar einige Reformen durchführten, aber das Land vor allem als Geldquelle für den Großherzog und späteren Kaiser (Franz I.), für die Kriege Maria Theresias sowie für sich selber behandelten.
Als Franz Stephan 1765 starb, überließ sein Sohn Kaiser Joseph II. die Regierung der Toskana seinem nächstjüngeren Bruder Peter Leopold (Pietro Leopoldo). Dieser residierte dauerhaft in Florenz und gilt als einer der Reformfürsten des 18. Jahrhunderts. Er ersetzte die meisten Ausländer in der Regierung durch Einheimische, gab (auf Vorschlag des Sienesen Sallustio Bandini) den Handel mit Lebensmitteln und Textilien frei, förderte die Landwirtschaft und ließ Marschland kultivieren. Er hob die Steuerprivilegien des Adels auf, reformierte Justiz und Verwaltung, schaffte die Folter und als erster Herrscher die Todesstrafe ab und ersetzte das stehende Heer durch eine Bürgermiliz. Er beschränkte die Macht des Klerus, hob Klöster auf, zog Kirchengüter ein und lehnte die Einmischung des Papstes ab (→ Synode von Pistoia). Auch spielte er mit dem Gedanken, dem Land eine Verfassung zu gewähren, führte diesen Plan jedoch nicht aus. Andererseits war Peter Leopold misstrauisch (auch gegenüber seinem Bruder in Wien) und seine teutonische Starrheit unpopulär. Viele seiner Reformen, vor allem jene auf kirchlichem Gebiet, stießen in konservativen Kreisen auf Widerstand.
Nach dem Tod Josephs II. wurde Peter Leopold 1790 Regent des österreichischen Staatenverbands und als Leopold II. Kaiser. Bei diesem Anlass übertrug er die Toskana als erbliches Eigentum seinem zweiten Sohn Ferdinand III. (Ferdinando III.), der dort geboren und aufgewachsen war. Damit wurde das Großherzogtum zu einer Sekundogenitur des Hauses Österreich-Lothringen (Habsburg-Lothringen-Toskana), die mit Unterbrechungen bis 1859 bestand.

### Revolutionszeit und napoleonische Ära

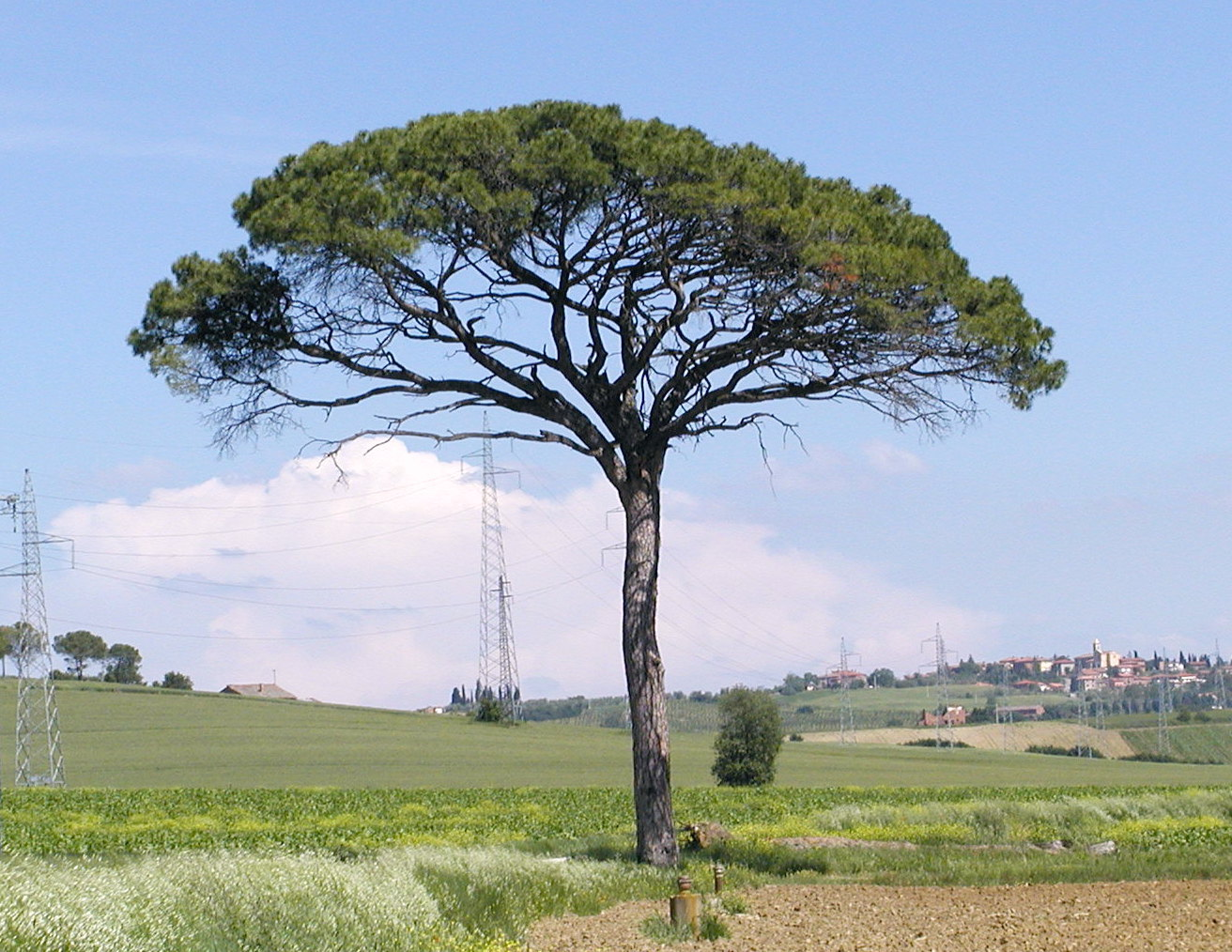
Pinien prägen das Landschaftsbild

Während der französischen Revolutionskriege versuchte Ferdinand III. Neutralität zu bewahren, um fremde Invasionen zu vermeiden, aber 1799 zog eine französische Truppe in Florenz ein und wurde von einer kleinen Zahl Republikaner willkommen geheißen. Der Großherzog musste fliehen, ein Freiheitsbaum wurde gepflanzt, und eine provisorische Regierung aus Franzosen rief eine „Etrurische Republik“ aus. Die große Masse des Volks war vom unreligiösen Charakter des neuen Regimes allerdings entsetzt, und eine Konterrevolution, die von Papst Pius VII., den Anhängern des Großherzogtums und dem Klerus geschürt wurde, brach in Arezzo aus. Banden bewaffneter Bauern zogen mit dem Ausruf „Viva Maria!“ durch das Land und vertrieben die Franzosen, nicht ohne Gräueltaten zu begehen. Mit der Hilfe der Österreicher, die der Unordnung ein Ende setzten, wurde Florenz besetzt, und eine Regierung im Namen des abwesenden Großherzogs Ferdinand gebildet.
Nach Napoleons Sieg bei Marengo kehrten die Franzosen jedoch mit einem großen Heer zurück, zerstreuten die Banden und besetzten Florenz erneut (Oktober 1800). Auch sie begingen Gräueltaten und plünderten Kirchen, aber sie wurden herzlicher als zuvor vom Volk empfangen. Joachim Murat (später König von Neapel) veranlasste die Bildung einer provisorischen Regierung, die zwischenzeitlich noch einmal von einer großherzoglichen abgelöst wurde. Durch den Frieden von Lunéville 1801 musste die habsburgische Sekundogenitur jedoch – scheinbar endgültig – auf die Toskana verzichten: Der bisherige Großherzog Ferdinand wurde im Vertrag von Paris (1802) zunächst mit dem Herzogtum Salzburg, das die Nachfolge des säkularisierten Erzstifts Salzburg antrat, 1805 in neuerlichem Ländertausch mit dem neugeschaffenen Großherzogtum Würzburg (ebenfalls einem früheren Fürstbistum) innerhalb Deutschlands entschädigt und auf diese Weise doch noch ein Vasall Napoleons, mit dem er fortan bis 1814 verlässlich zusammenarbeitete.
Die Toskana hingegen wurde von Napoleon 1801 dem Herrschaftsgebiet der damals mit ihm verbündeten spanischen Bourbonen zugeteilt, indem der Erbprinz des von den Franzosen beanspruchten bourbonischen Herzogtums Parma als Ludwig I. zum „König von Etrurien“ erhoben wurde. Der neue König, faktisch ebenfalls ein machtloser französischer Vasall, starb bereits 1803. Sein minderjähriger Sohn Karl Ludwig – der spätere Herzog von Lucca bzw. Parma – wurde als Ludwig II. zum König proklamiert, für den seine Mutter Maria Luisa von Spanien (1782–1824) die Regentschaft führte.
Bereits im Dezember 1807 endete diese Bourbonen-Episode in der Toskana: Die Königin-Regentin musste auf französischen Druck hin abdanken und ging mit ihrem Sohn nach Spanien, die Toskana wurde Teil des französischen Kaiserreiches und erhielt 1809 Napoleons Schwester Elisa Baciocchi zur Generalgouverneurin, die ehrenhalber den Titel einer „Großherzogin von Toskana“ führen durfte. Anders als in anderen italienischen Staaten stellte sich in der Toskana heraus, dass diese aufgrund der aufgeklärten Reformen Peter Leopolds der europaweiten napoleonischen Reformarbeit kaum bedurfte. Der Belastung durch Steuern und Wehrpflicht, die im desaströsen Russlandfeldzug von 1812/13 kulminierte, standen daher kaum Vorteile gegenüber. Daher fiel es dem Lande im Unterschied zu anderen leicht, dass Napoleon 1814 stürzte und der frühere Habsburger Herrscher zurückkehrte.

### Restauration

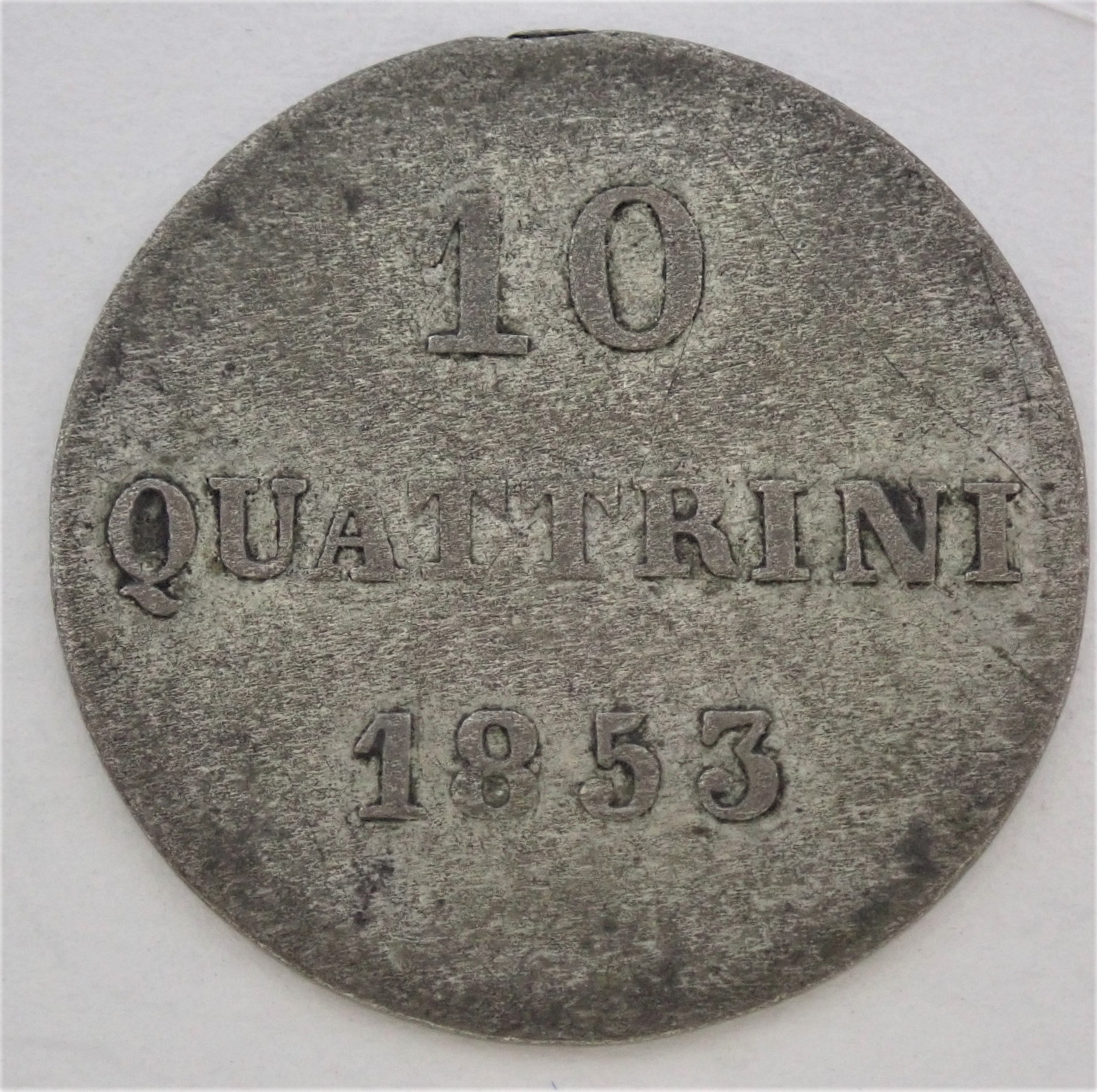
10 Quattrini der Toskana von 1853, Wertseite

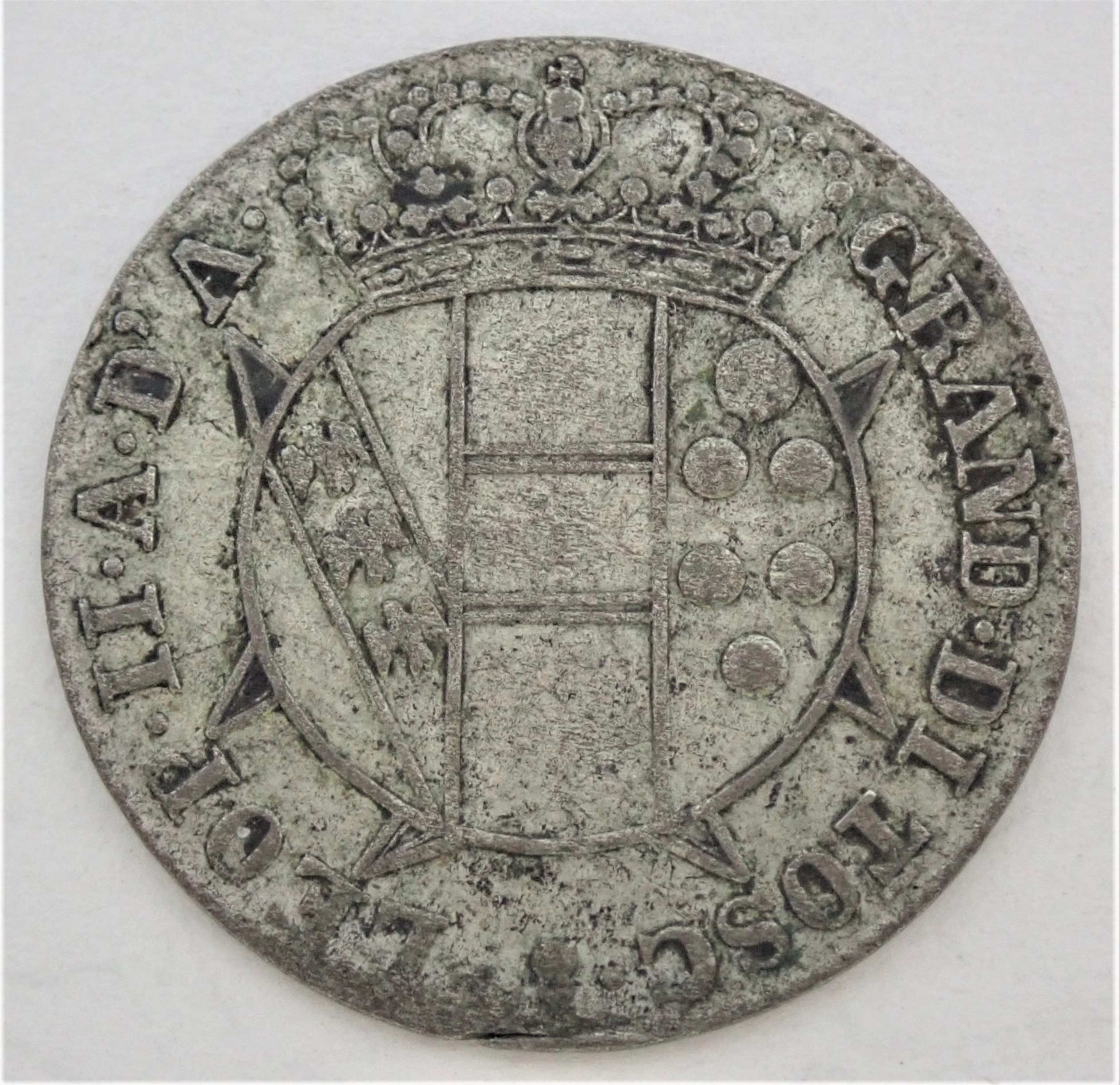
10 Quattrini, Wappenseite

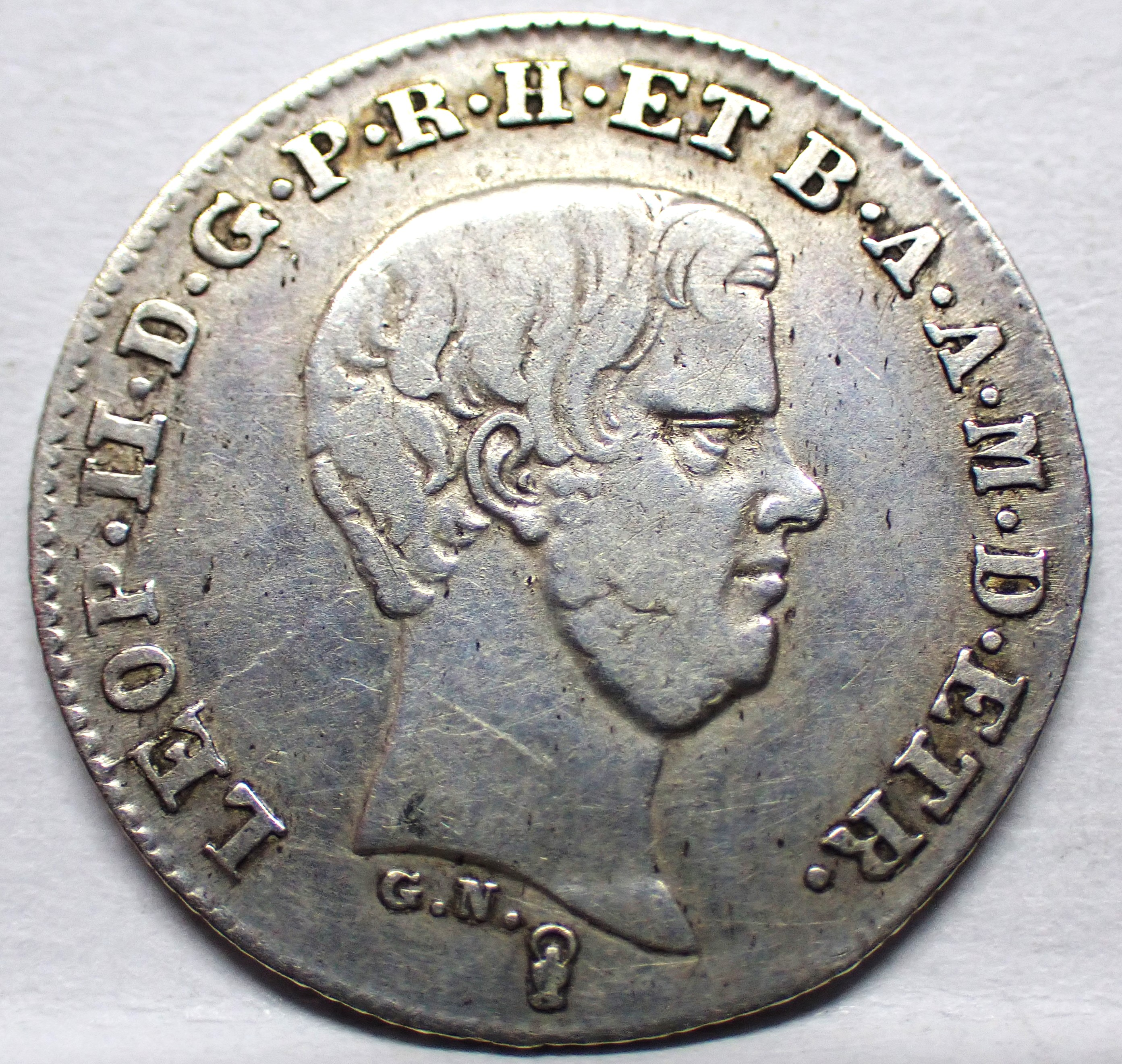
Halber Paolo des Großherzogtums Toskana von 1853, Avers

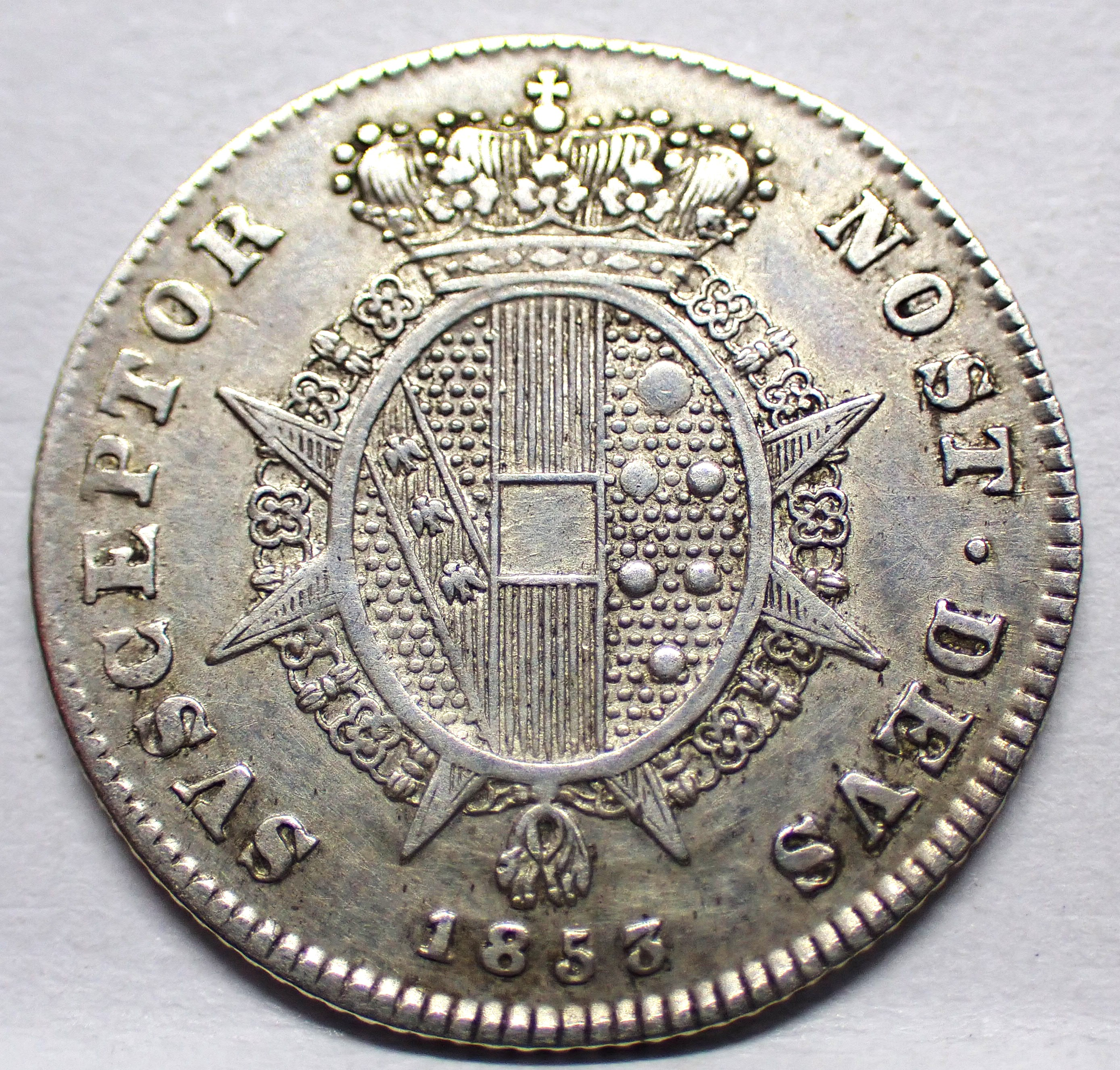
Halber Paolo des Großherzogtums Toskana von 1853, Revers

Der im April 1814 wiedereingesetzte habsburgische Großherzog Ferdinand III. rächte sich an den zahlreichen Kollaborateuren in Adel und Bürgertum nicht, sondern betrieb erneut eine gemäßigte liberalkonservative Politik, die sich vorteilhaft von der Reaktion in zahlreichen Nachbarstaaten Italiens abhob. Dieser Linie blieb auch sein Sohn und Nachfolger Leopold II. (1824–1859) treu. In den 1820er Jahren war Toskana ein wichtiges intellektuelles Zentrum Italiens und damit auch ein gemäßigt-oppositionelles Sammelbecken. Im Jahr 1825 wurde das Münzsystem teilweise auf das Dezimalsystem umgestellt: 100 Quattrini galten nun 1 Fiorino, zehn Paoli galten vier Fiorini. Auch an der liberalen Reformpolitik der Jahre 1847/48 beteiligte sich der Großherzog – sehr zum Unwillen der Wiener Regierung. Die radikale Revolution von 1849, welche die Monarchie zeitweilig abschaffte und den Herrscher in die österreichischen Arme trieb, änderte dies grundlegend. In den letzten zehn Jahren seiner Regierung war Leopold allein schon durch eine starke österreichische Militärbesatzung strikt der Politik seines kaiserlichen Verwandten Franz Joseph I. unterworfen.

### Anschluss an Italien

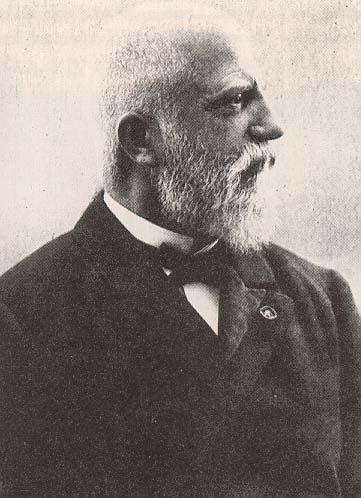
Letzter Großherzog Ferdinand IV.

Als die österreichischen Armeen 1859 den verbündeten Truppen Frankreichs Napoleons III. und des die Einheit Italiens propagierenden Königreichs Sardinien-Piemont unterlagen (vgl. auch Risorgimento), brach auch die Herrschaft der einstmals so beliebten toskanischen Habsburger zusammen. Die Abdankung des Großherzogs zugunsten seines Sohnes Ferdinand IV. (1859) vermochte daran nichts mehr zu ändern. Dieser wurde im Sommer 1859 von der provisorischen Regierung abgesetzt, und seine Versuche, dies durch Kontakte zu Napoleon III. möglicherweise doch noch zu ändern, verhinderten den formellen Anschluss der Toskana an Sardinien im Jahre 1860 nicht. Seit 1861 gehörte sie zum vereinigten Königreich Italien, als dessen provisorische Hauptstadt Florenz für einige Jahre – bis zur Einnahme Roms 1870 – fungieren durfte.
Im selben Jahre verstarb der gestürzte Großherzog Leopold II. im österreichischen Exil. Sein Sohn, der formell letzte Großherzog Ferdinand IV., der faktisch nie regiert hatte, lebte bis zu seinem Tode 1908 hauptsächlich im österreichischen Salzburg, das bereits seinem Großvater einmal als Exil hatte dienen müssen.

## Herzöge und Großherzöge der Toskana

### Herzöge von Florenz (Medici)
- 1531–1537: Alessandro de’ Medici
- 1537–1569: Cosimo I. de’ Medici

### Großherzöge der Toskana (Medici)
- 1569–1574: Cosimo I. de’ Medici
- 1574–1587: Francesco I. de’ Medici
- 1587–1609: Ferdinando I. de’ Medici
- 1609–1621: Cosimo II. de’ Medici
- 1621–1670: Ferdinando II. de’ Medici
- 1670–1723: Cosimo III. de’ Medici
- 1723–1737: Gian Gastone de’ Medici

### Großherzöge der Toskana (Habsburg-Lothringen)
- 1737–1765: Franz (II.) Stephan (Francesco Stefano di Lorena)
- 1765–1790: Leopold I. (Pietro Leopoldo d’Asburgo-Lorena)
- 1790–1801: Ferdinand III. (Ferdinando III. d’Asburgo-Lorena)

### Könige von Etrurien (Bourbon–Parma)
- 1801–1803: Ludwig I. (Lodovico oder Luigi di Borbone)
- 1803–1807: Karl Ludwig (Carlo Lodovico oder Luigi di Borbone)

### Großherzöge der Toskana (Bonaparte)
- 1808–1814: Elisa (Titular)

### Großherzöge von Toskana (Habsburg-Lothringen)
- 1814–1824: Ferdinand III. (Ferdinando III. d’Asburgo-Lorena) (erneut)
- 1824–1849: Leopold II. (Leopoldo II. d’Asburgo-Lorena)
- 1849: Republik
- 1849–1859: Leopold II. (erneut)
- 1859–1860: Ferdinand IV. (Ferdinando IV. d’Asburgo-Lorena)

Annexion durch das Königreich Sardinien-Piemont – der formelle Titel des Großherzogs von Toskana ging an die Kaiser von Österreich, die ihn bis 1918 in ihrem Titel führten.
- 1860–1916: Franz Joseph I., Kaiser von Österreich, Apostolischer König von Ungarn etc.
- 1916–1918: Karl, Kaiser von Österreich (I.), Apostolischer König von Ungarn (IV.) etc.